# (32756) 1981 ER15
1981 ER15 (asteroide 32756) é um asteroide da cintura principal. Possui uma excentricidade de 0.10343760 e uma inclinação de 4.10681º.
Este asteroide foi descoberto no dia 1 de março de 1981 por Schelte J. Bus em Siding Spring.